# Cattedrale di San Cataldo
La Basilica Cattedrale di San Cataldo (o duomo di San Cataldo) è la cattedrale della arcidiocesi metropolita di Taranto ed è la più antica cattedrale romanica pugliese. Inizialmente dedicata a Santa Maria Maddalena poi a San Cataldo Vescovo. È monumento nazionale italiano.
Al Fago risale la proposta di riconoscere nel succorpo i resti della chiesa paleocristiana dedicata a Santa Maria, della cui esistenza nel VII secolo faceva fede una lettera di Papa Gregorio. Quella stessa chiesa che, secondo la "Historia" di Berlengerio (pubblicata dai Bollandisti nel 1680) e l'Ufficio "paene collapsa", sarebbe stata abbattuta dal vescovo Dragone in un momento variamente fissato al 1050 o 1070 o 1071, per essere sostituita da una nuova e più degna chiesa cattedrale.
Alcuni studiosi (tra cui Pina Belli D'Elia) ritengono che in principio questa chiesa fosse un Santuario, curato dai monaci, dedicato a San Cataldo e non la cattedrale, non per altro perché il monaco Marinus ha trascritto il testo del "Sermo" al quale affidava la memoria dei miracoli di San Cataldo per edificare i suoi confratelli.
Quindi si ritiene che la primitiva cattedrale paleocristiana, attestata almeno dal VII secolo, doveva essere posta fuori le mura e verosimilmente la sua collocazione potrebbe essere nell'area dove adesso si trova la Chiesa del Carmine, dove attualmente è conservato un pezzo di colonna sulla quale San Pietro avrebbe celebrato il Santo Sacrificio.

## Storia
Fu costruita per opera dei bizantini nella seconda metà del X secolo durante i lavori di ricostruzione della città voluti dall'imperatore Niceforo II Foca, in seguito al saccheggio della città ad opera dei Saraceni, avvenuto nel 927, quando i musulmani distrussero definitivamente quanto rimaneva dell'antica città greco-romana. 

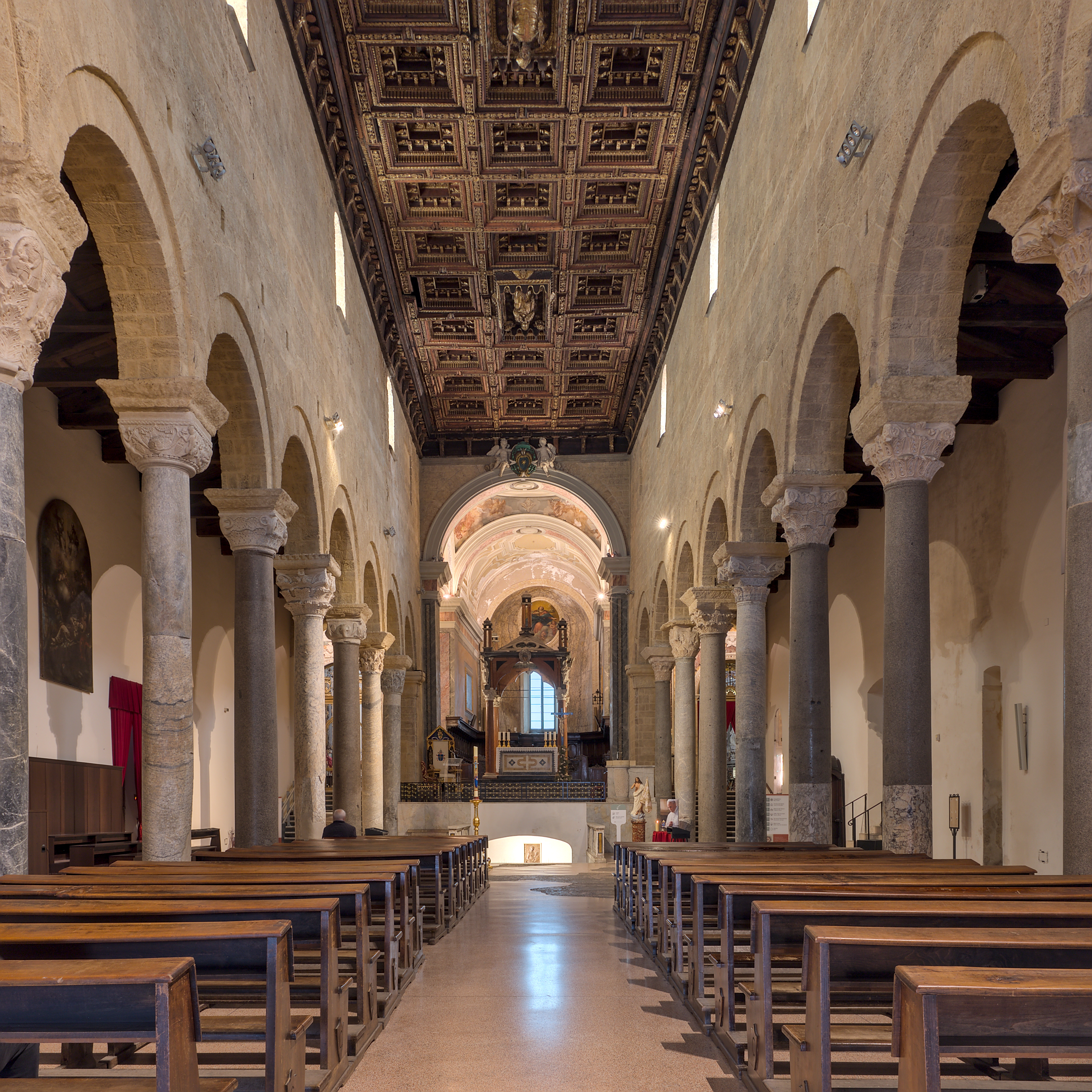
Navata

Nel 967, dopo quarant'anni, l'imperatore bizantino, considerato il secondo fondatore di Taranto, si interessò alla città e decise di ricostruirla, edificando l'odierno Borgo Antico, a partire proprio dalla costruzione della cattedrale; in questa operazione sparirono gli ultimi resti della città antica e dell'acropoli. La cattedrale e la sua cripta vennero, infatti, costruite con materiali di spoglio ottenuti dalle precedenti costruzioni, tipicamente greche e romane. Si noti, infatti, come le colonne presenti nella cattedrale siano diverse tra loro, realizzate con rocchi di varie misure e di materiali diversi.
Negli ultimi anni dell'XI secolo l'impianto bizantino venne rimaneggiato e si costruì l'attuale cattedrale a pianta basilicale, in epoca normanna. Tuttavia la vecchia costruzione non fu sostituita del tutto: il braccio longitudinale, ampliato e ribassato, incorporò la navata centrale con la profonda abside della chiesa bizantina, rimasta inalterata; l'altare è posto sotto la cupola e la vecchia navata divenne il transetto, tagliato poi dalle navate laterali, lasciando in vista una serie di colonnine che decoravano l'antica costruzione. Nel 1713 fu aggiunta la facciata barocca, opera dell'architetto leccese Mauro Manieri.
Nell'ottobre 1964 papa Paolo VI l'ha elevata alla dignità di basilica minore.

## Facciata ed esterno

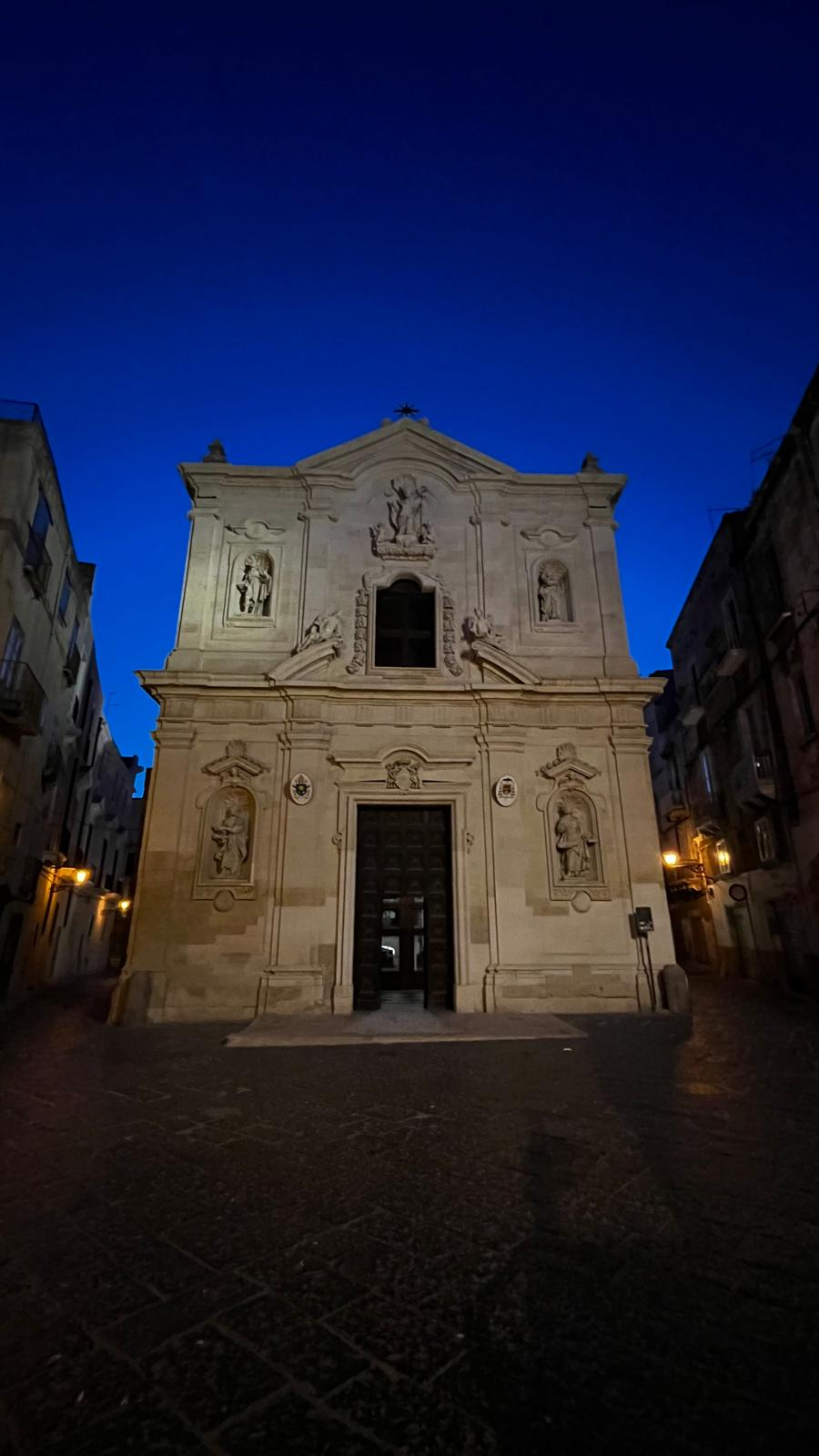

I muri esterni, di stile semplice, sono decorati da una serie di archetti a specchiature, all'interno dei quali si disponevano conci bicolori che creano figure geometriche.
La facciata antica doveva presentare simili forme. Qui si dovevano aprire probabilmente tre portali, in stile romanico. Altri due portali si aprivano lungo le pareti laterali.
L'attuale facciata settecentesca è tagliata orizzontalmente da un architrave spezzato di stile barocco. Sui tronconi sono adagiati due angeli che guardano il rettangolo del finestrone centrale sul quale campeggia la statua in pietra di san Cataldo. In basso si apre l'ampio portale sulla cui trabeazione è incastonato lo stemma dell'arcivescovo Gian Battista Stella.
Sulle due fasce laterali suddivise in campi rettangolari si trovano quattro nicchie contenenti le statue di san Pietro apostolo e san Marco poste in basso ai lati del portale, e di san Rocco e sant'Irene in quelle superiori. Le nicchie sono sormontate da medaglioni culminanti a conchiglia. Il finestrone è contornato da ornamentazioni floreali e affiancato da due colonne tortili. Due angioletti adoranti fiancheggiano la statua di san Cataldo che sormonta il finestrone. Sull'architrave del grande portale è scolpito lo stemma dell'arcivescovo Stella che promosse la realizzazione dell'opera.
Nel XII secolo fu innalzato il campanile normanno e in seguito dal terremoto del 1456 fu necessario demolire la parte sommitale perché pericolante. Successivamente con i restauri dello Schettini nel 1952 fu completamente demolito e sostituito con l'attuale.

## Interno

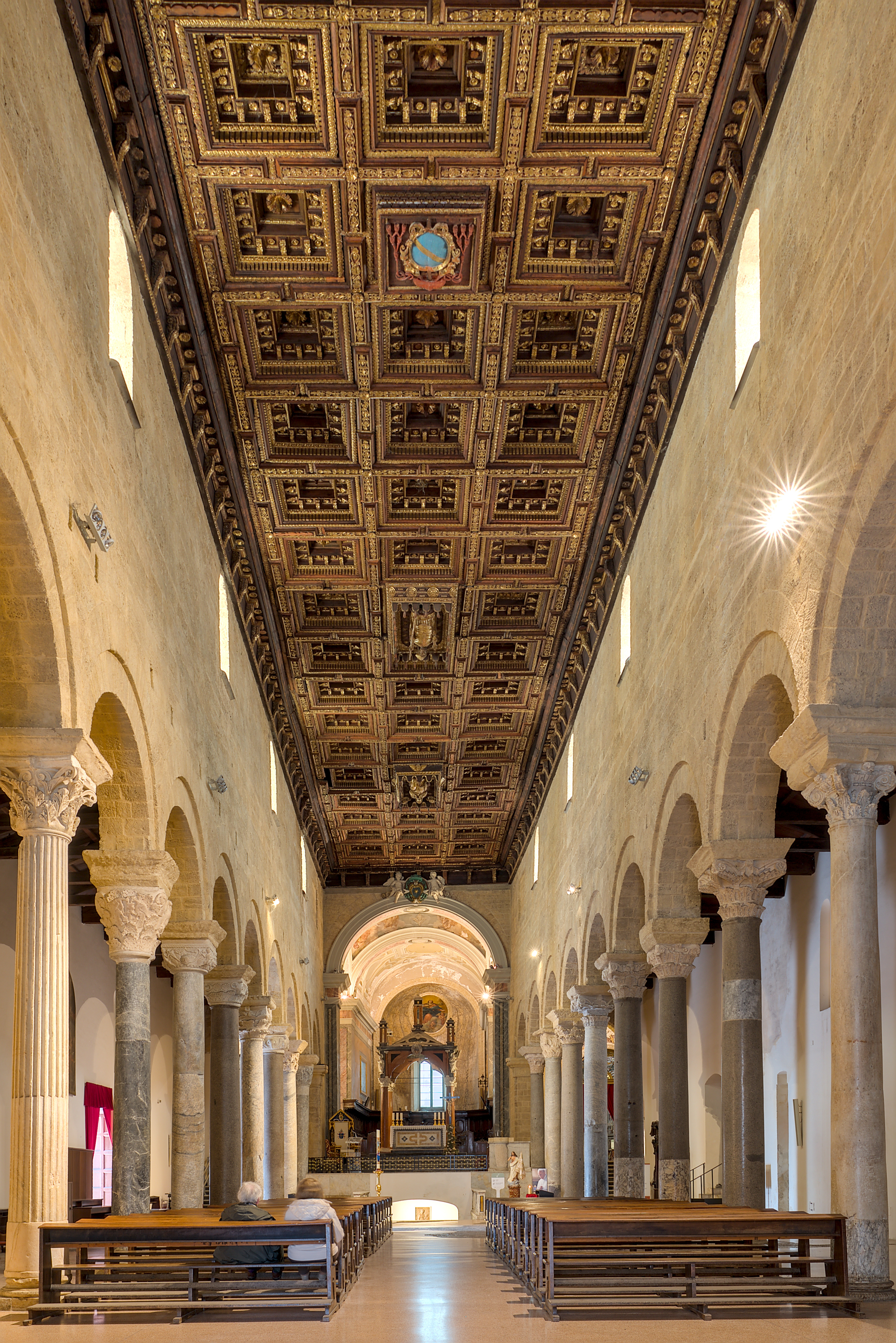
Navata e soffito

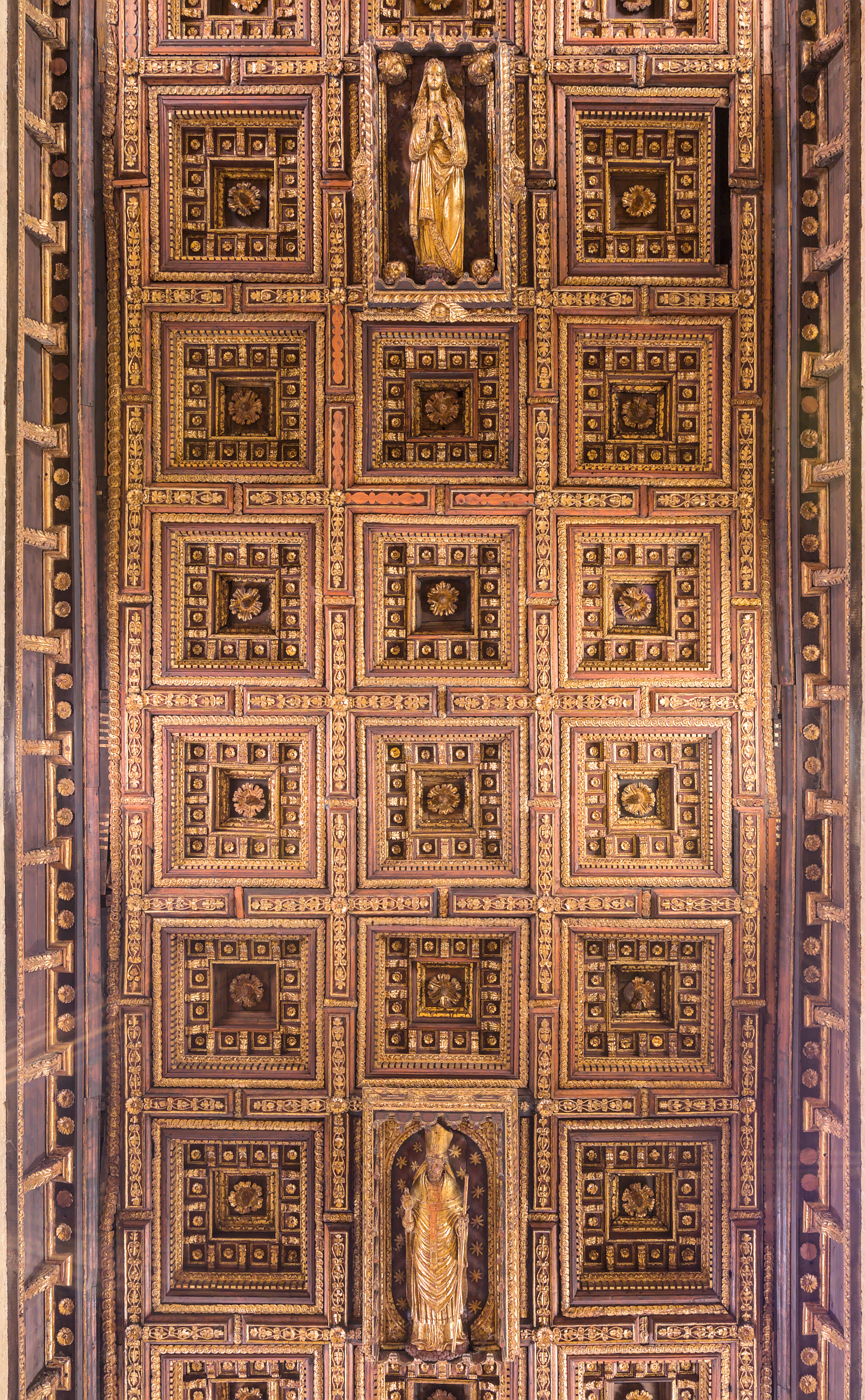
Soffito

La cattedrale misura 84 metri di lunghezza e 24 larghezza, ha una navata centrale, due laterali e un transetto a una navata.
Le tre navate sono divise da una duplice serie di otto colonne sormontate da capitelli di diversa fattura, alcuni dei quali di reimpiego da edifici antichi non più in uso. Le pareti interne, sia quelle della cripta sia quelle della chiesa, furono arricchite di stucchi e affreschi, oggi quasi scomparsi.
Nel XIII secolo le navate laterali furono dotate di altari e cappelle gentilizie, abbattute e ricostruite più volte.
La più antica era certamente quella dedicata a sant'Agnese, che sorgeva attigua al braccio sud del transetto, successivamente divenuta l'attuale cappella del Sacramento.
Alla sinistra dell'ingresso è ancora integra la cappella dedicata a san Giacomo, costruita per opera di Giacomo Protontino nel 1568 con l'altare di san Lorenzo, successivamente dedicata alle Anime del Purgatorio; la nuova denominazione fu assunta in seguito all'acquisizione della cappella da parte della Confraternita del Santissimo Crocifisso e Purgatorio, che vi ebbe sede fino a qualche anno fa.
Nel vano attiguo sorgeva la cappella di santa Marta eretta nel 1432 da Angelo de Budaliciis. La tradizione vuole che qui vi fosse la cappella di San Giovanni in Galilea, nella quale furono rinvenute le spoglie successivamente identificate con quelle di San Cataldo. Nel 1600 fu destinato a battistero e ancora oggi vi si trova il fonte battesimale della più antica chiesa bizantina: un unico blocco di marmo rotondo e concavo, sormontato da un baldacchino retto da quattro colonne poligonali su cui poggiano le travi che reggono il cupolino centrale.
Nella zona antistante la facciata romanica, corrispondente all'attuale pronao, furono accolte le tombe dei personaggi più illustri della città. La struttura è pianta rettangolare, coperta da una volta piana, successivamente inglobata nella cattedrale e all'esterno della quale si erge l'attuale facciata barocca.
Sulla parete sinistra del pronao vi è una tela raffigurante l'ingresso di san Cataldo nella città di Taranto. L'opera fu realizzata da Giovanni Stefano Caramia su commissione di monsignor Sarria, nel 1675. Sulla parte destra, invece, si presenta un'altra tela, dipinta da Michele Lenti da Gallipoli e risalente al 1773, in cui il santo patrono è rappresentato nell'atto di resuscitare un morto.
Le navate laterali sono ricoperte da un soffitto a capriate, mentre la navata centrale è adornata da un soffitto a cassettoni detto il "cielo d'oro della Cattedrale". Il soffitto originario venne distrutto da un incendio nella notte di natale del 1635. Quello odierno, in noce, venne iniziato dall'arcivescovo cardinale Egidio Albornoz e completato dall'arcivescovo Caracciolo; nel 1713 l'arcivescovo Giovanni Battista Stella lo fece indorare a fuoco. È composto da quarantotto riquadri tra i quali vi sono incastonate due statue lignee raffiguranti san Cataldo e Maria Immacolata.
L'altare maggiore è sormontato da un ciborio del 1652 sorretto da quattro colonnine di spoglio cilindriche di porfido di reimpiego, al di sopra del quale si apre la cupola centrale con affreschi del pittore Domenico Torti da Roma.
All'interno dell'abside è il coro quattrocentesco, nel quale si possono ammirare tre tele, di artisti ignoti: l'Adorazione dei Magi, risalente ai primi decenni del Settecento, l'Assunta, sempre settecentesca, e il Riposo in Egitto, della seconda metà del Seicento.

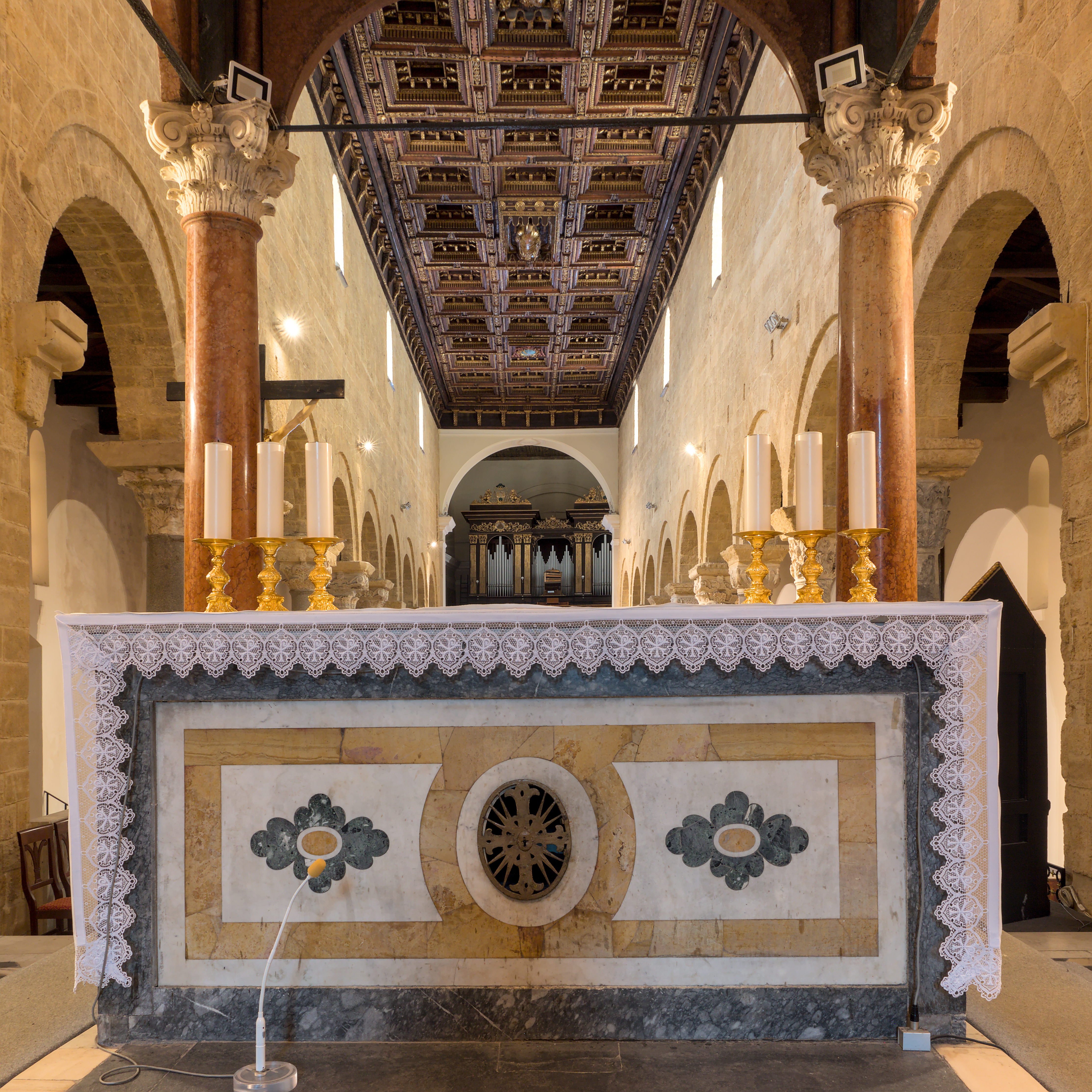
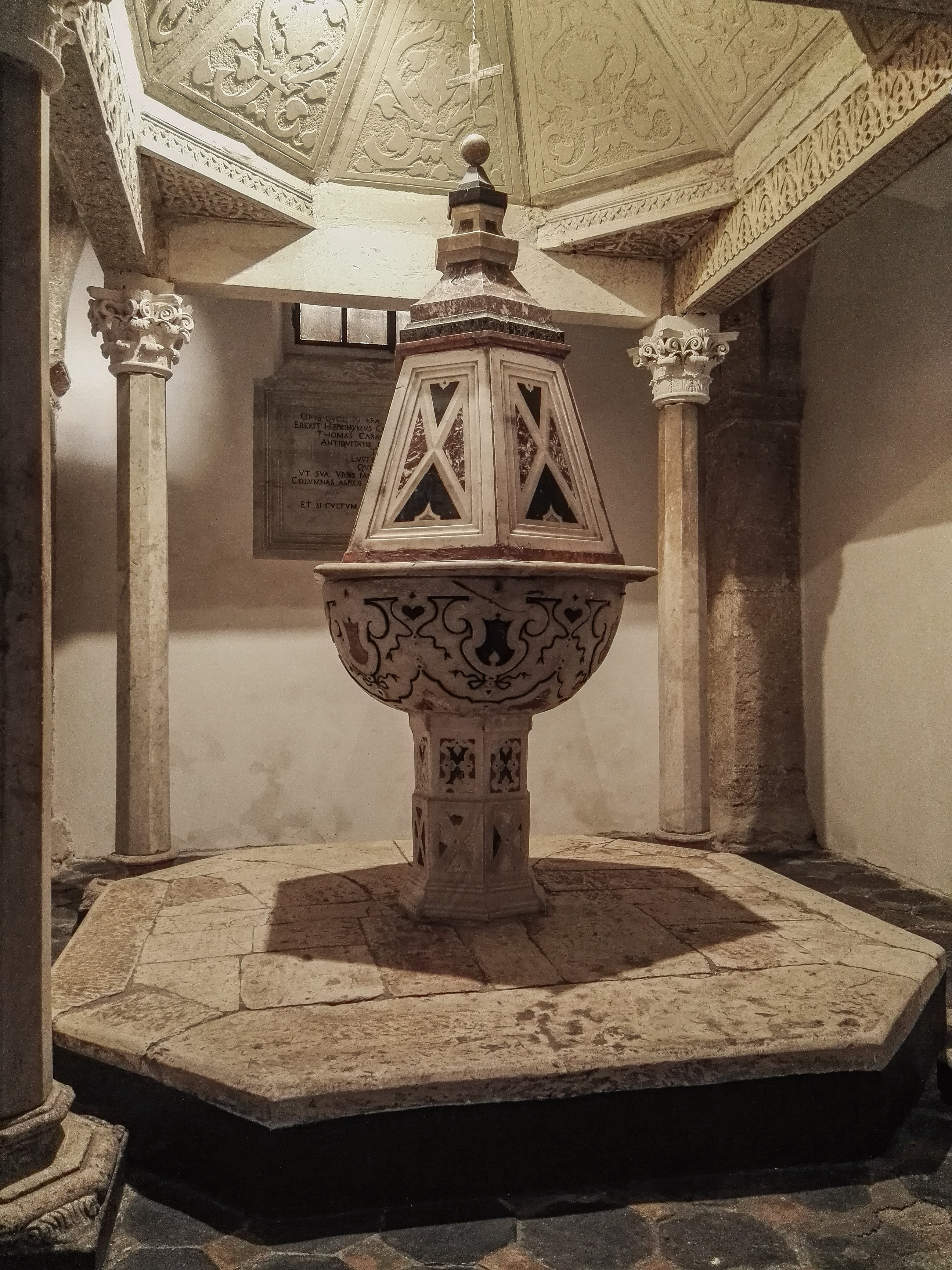
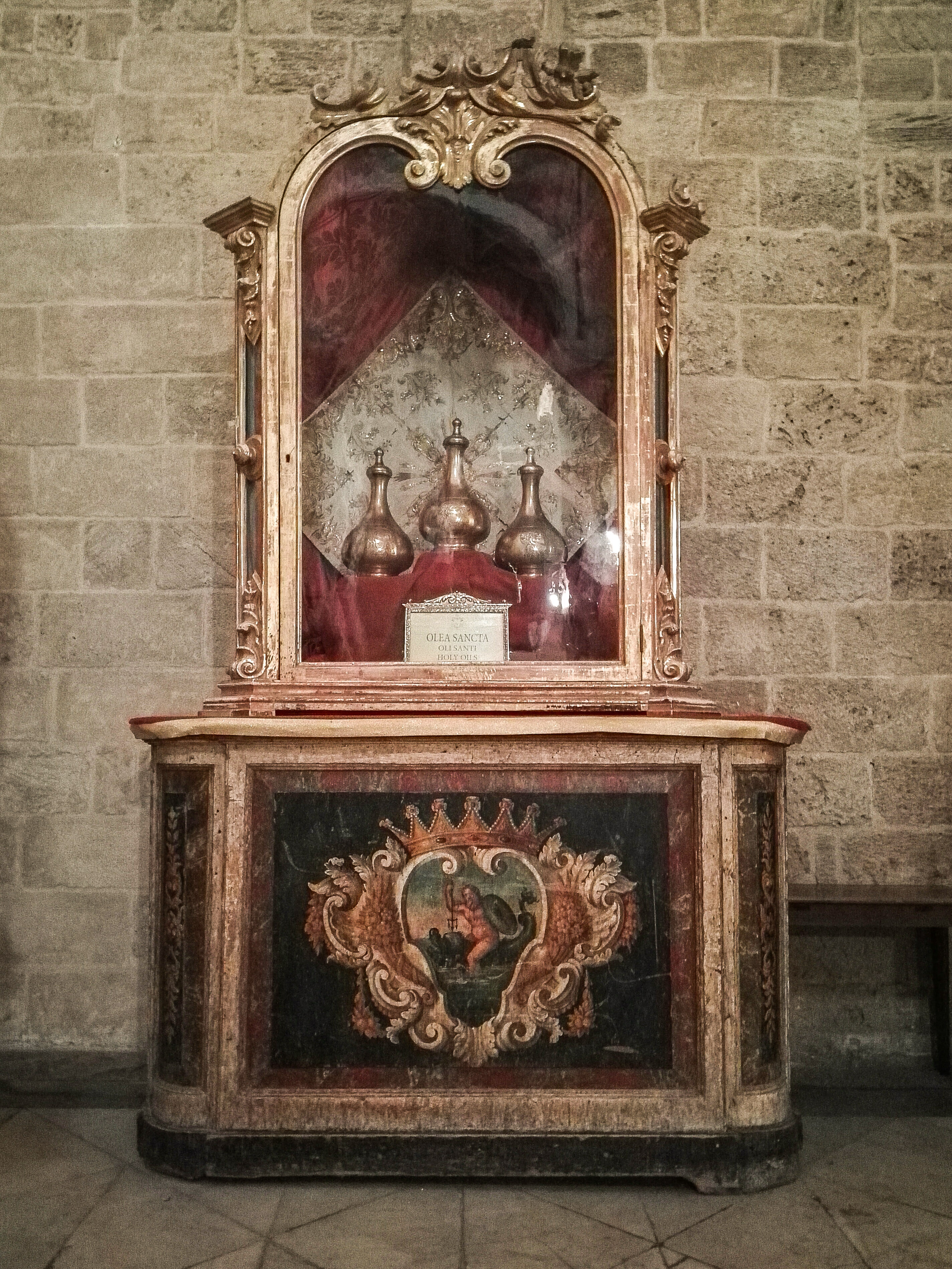
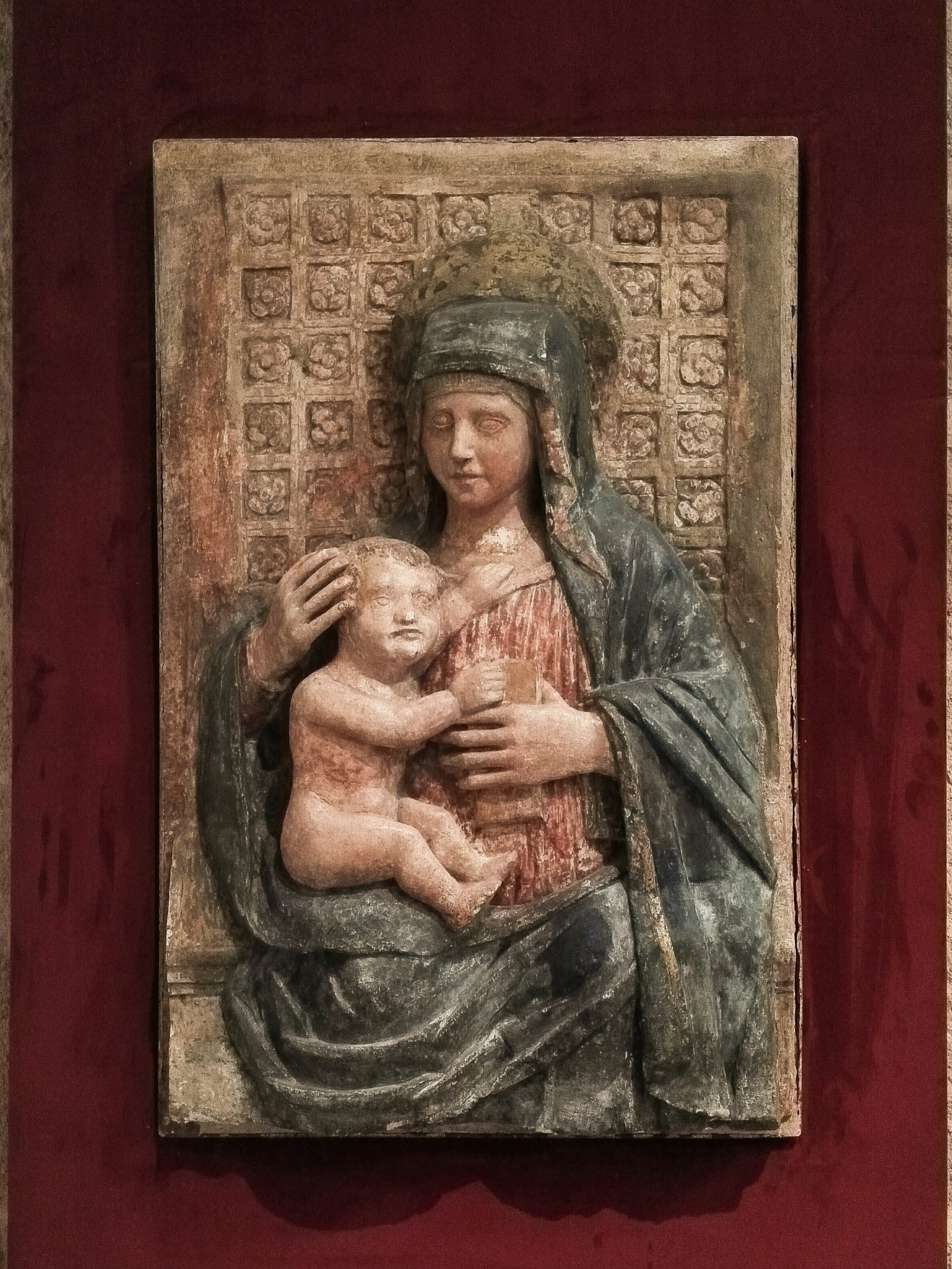

### Mosaico pavimentale

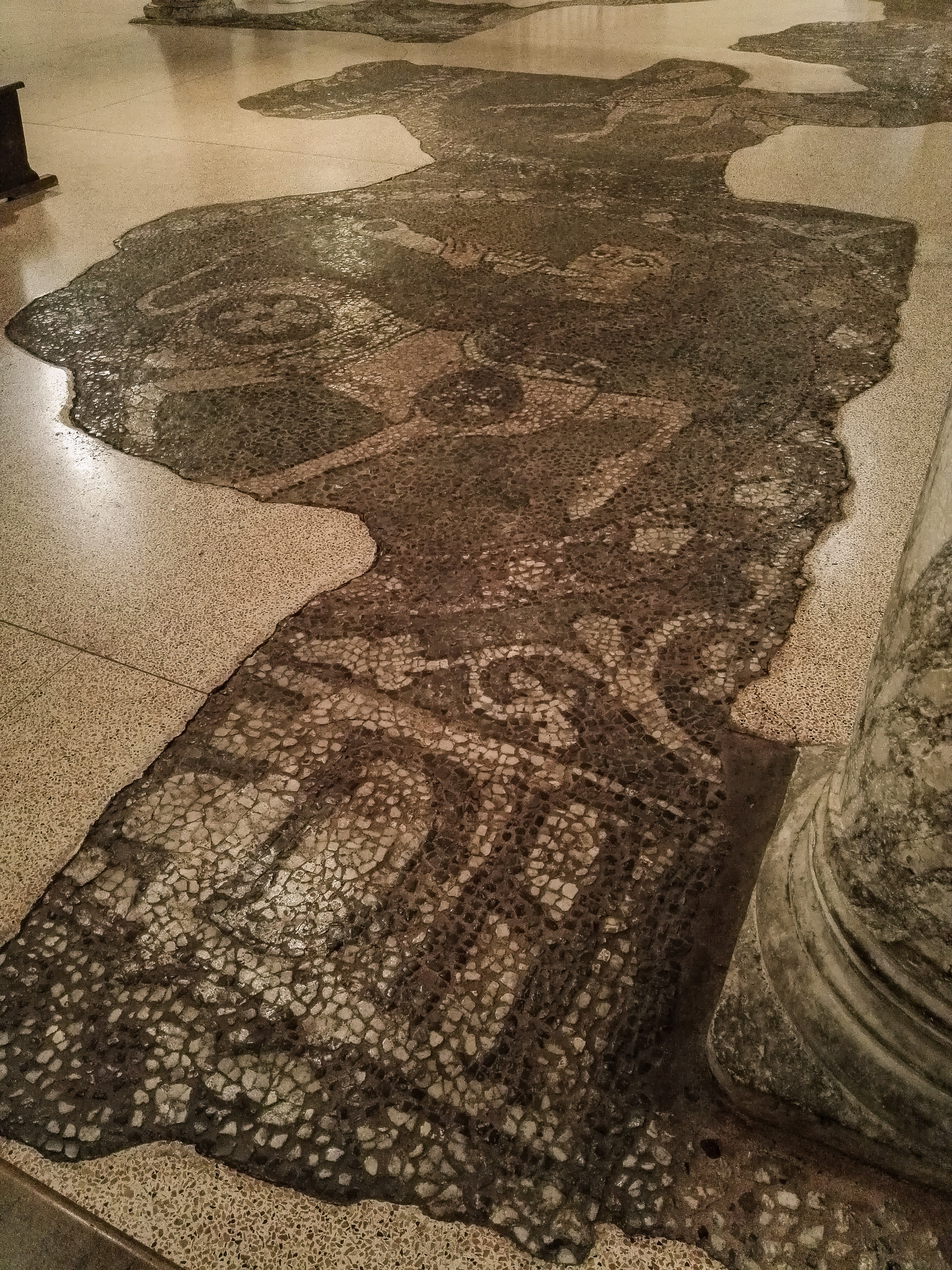

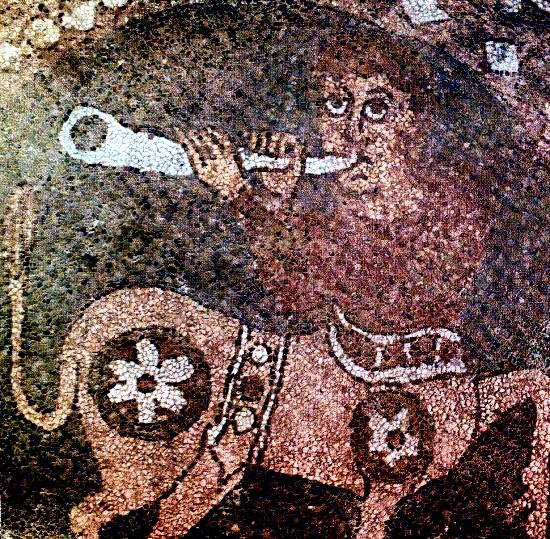
Particolare del mosaico pavimentale.

Sul pavimento si possono notare frammenti di un mosaico realizzato nel 1160 dal mosaicista Petroius su commissione dell'arcivescovo Giraldo. Un disegno eseguito nel 1844 mostra che era composto di tre parti: una mediana, sviluppata lungo la navata centrale, due laterali nelle navate minori.
La parte mediana cominciava con la rappresentazione della leggenda aviatoria di Alessandro Magno, simbolo della superbia punita (si veda la voce Volo di Alessandro). A questo seguivano dieci tondi con figure. Le due navate laterali invece comprendevano ciascuna una fascia di nove tondi con figure situate nel verso contrario rispetto a quelle della parte mediana, affinché il visitatore, dopo aver percorso la navata centrale, potesse osservarle nel giusto verso tornando da quella laterale.
Le iscrizioni inserite nel mosaico forniscono informazioni circa la data di realizzazione, il committente e l'esecutore.
Nei tondi sono presenti raffigurazioni dei vari animali, ripresi dalle stoffe orientali e in generale in funzione puramente decorativa, sebbene alcuni di essi possano aver avuto un valore simbolico come rappresentazione di vizi o virtù. Le figure e gli stilemi presentano notevoli connessioni e affinità col coevo (1163-65) mosaico di Otranto del presbitero Pantaleone.

### Cappellone di San Cataldo

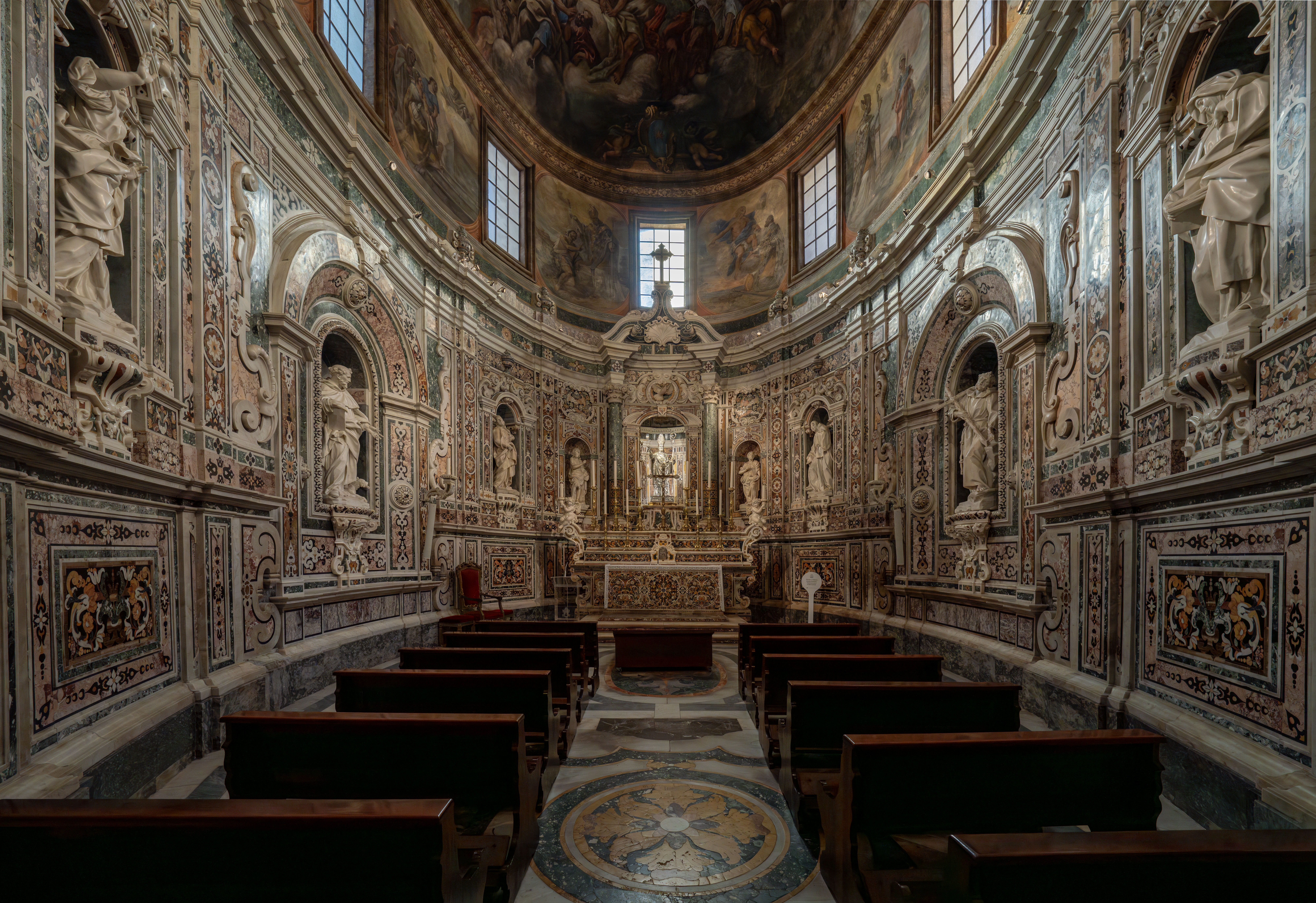
Interno del "Cappellone di San Cataldo". Alcune tra le statue in marmo presenti nella Cappella, opere dello scultore Giuseppe Sammartino.

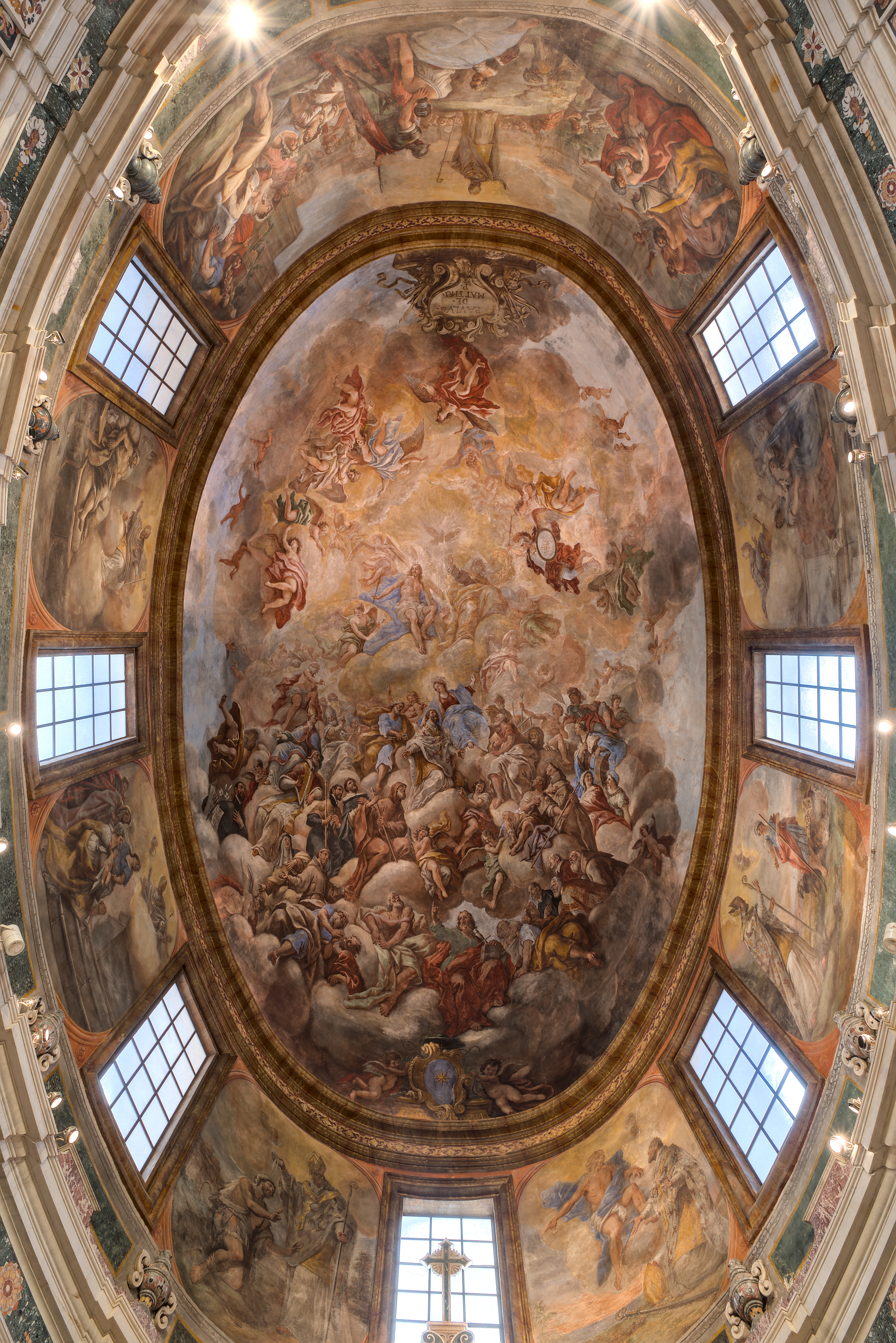
Soffitto del cappellone

Il "cappellone" consta di due ambienti: un vestibolo quadrangolare e la cappella di forma ellittica. Il vestibolo corrisponde all'antica cappella fatta costruire nel 1151 dall'arcivescovo Giraldo per porvi le reliquie di san Cataldo.
Il vestibolo è arricchito di marmi policromi, di cui è anche composto il pavimento. Vi si trovano due statue: di San Giovanni Gualberto a destra, opera dello scultore napoletano Giuseppe Sanmartino e di San Giuseppe a sinistra.
Sulla vecchia cappella, ne fu costruita un'altra dalle dimensioni più ridotte, in cui si trovavano le tombe dei principi di Taranto. I lavori furono avviati nel 1657 dall'arcivescovo Caracciolo, e conclusi dopo circa cinquant'anni dall'arcivescovo Pignatelli. Le pareti sono rivestite da intarsi di marmi colorati, reimpiegati da edifici antichi.
La tomba del santo è posta all'interno dell'altare in marmo, ed è visibile attraverso una grata marmorea e finestrelle laterali. L'altare è opera del Lombardelli, marmoraro di Massa Carrara, ed è impreziosito da madreperle e lapislazzuli. Al di sopra di esso si apre una nicchia nella quale è conservata la statua argentea del santo patrono, modellata in argilla prima della fusione in argento da Orazio Del Monaco.
La cupola è stata affrescata da Paolo De Matteis nel 1713, con scene della vita e dai miracoli del santo. L'intera opera costò 4.500 ducati. Al centro è rappresentata la Gloria di San Cataldo, con la figura del santo che troneggia scena, inginocchiato di fronte alla Vergine che lo invita ad accostarsi al trono di Dio. In alto la Trinità, in basso i santi.
Il tamburo che sorregge la cupola è affrescato con sette rappresentazioni dei miracoli del santo; sul lato sinistro il santo resuscita un operaio, un bambino portato in braccio dalla madre, un cieco che riacquista la vista durante il battesimo. A destra san Cataldo prega sul sepolcro e riceve l'ordine di recarsi a Taranto, una pastorella gli indica la via e riacquista la voce, una fanciulla indemoniata si libera dal demonio baciando il sepolcro del santo.
Alle pareti sono presenti tutt'intorno dieci nicchie, nelle quali sono ospitate statue in marmo di Carrara raffiguranti: San Marco, Santa Teresa d'Avila, San Domenico di Guzmán, San Filippo Neri, San Pietro apostolo a destra, a sinistra San Sebastiano, Sant'Irene, San Francesco d'Assisi, San Francesco di Paola, San Giovanni Battista, anch'esse, opere dello scultore Giuseppe Sammartino.

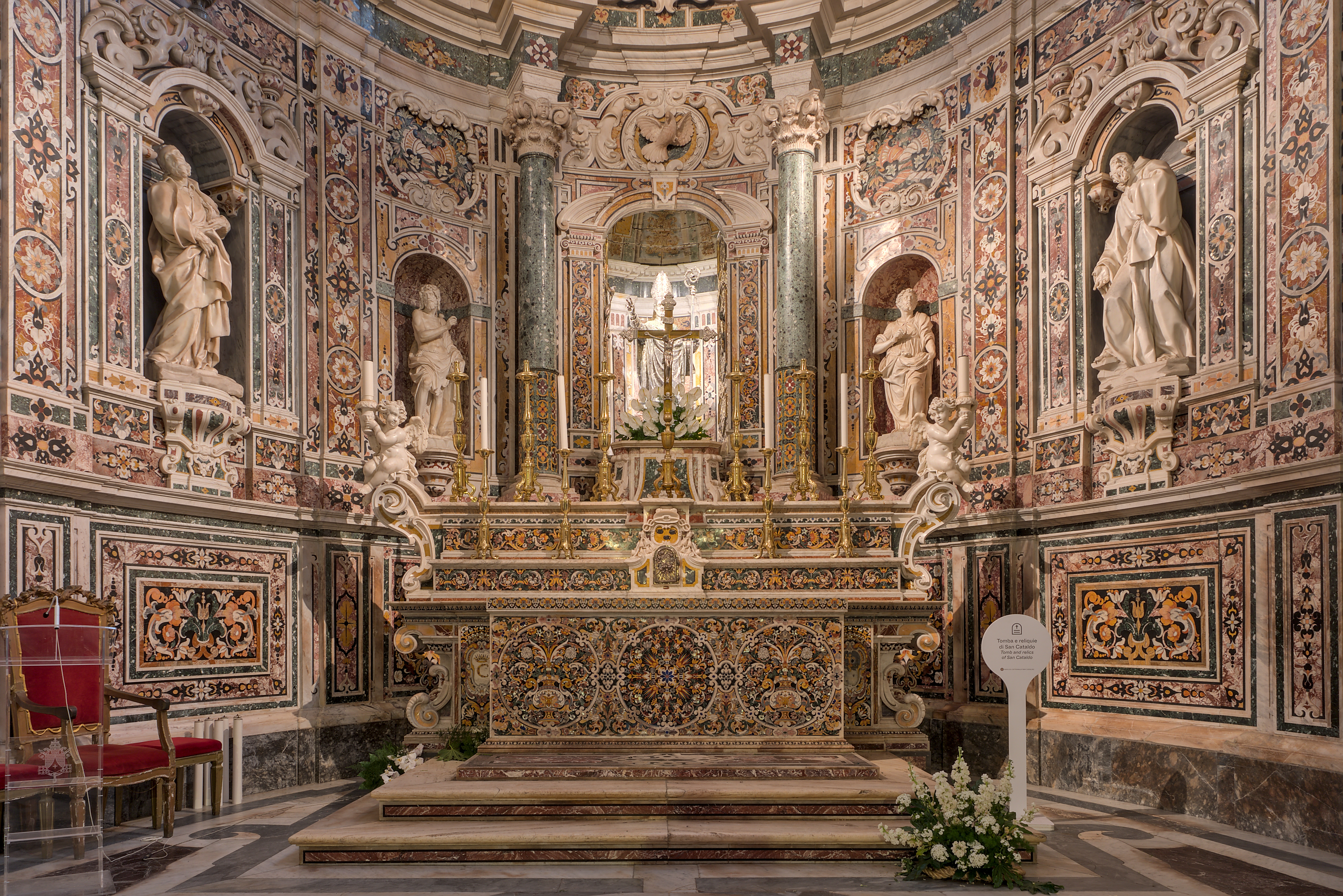
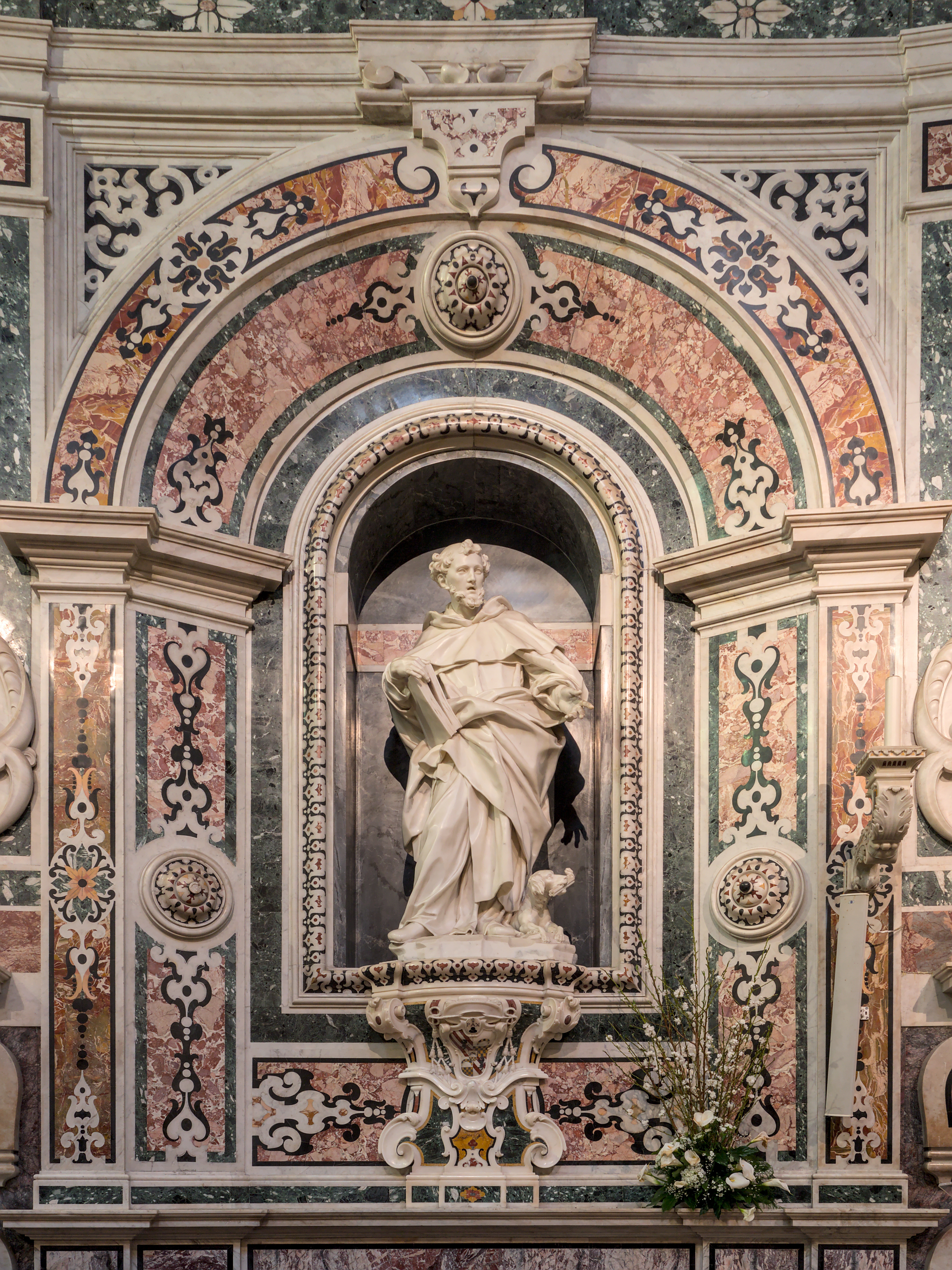
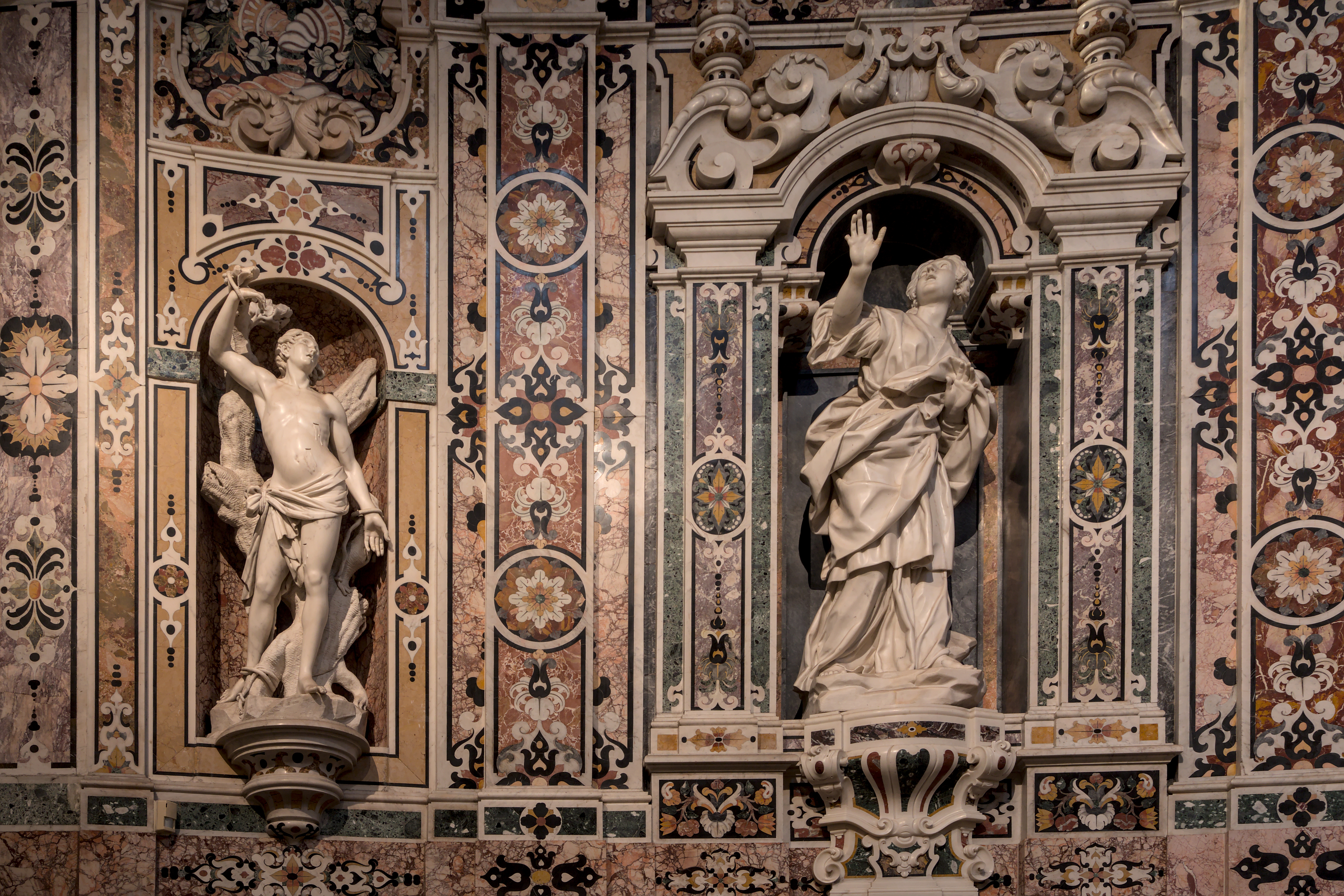
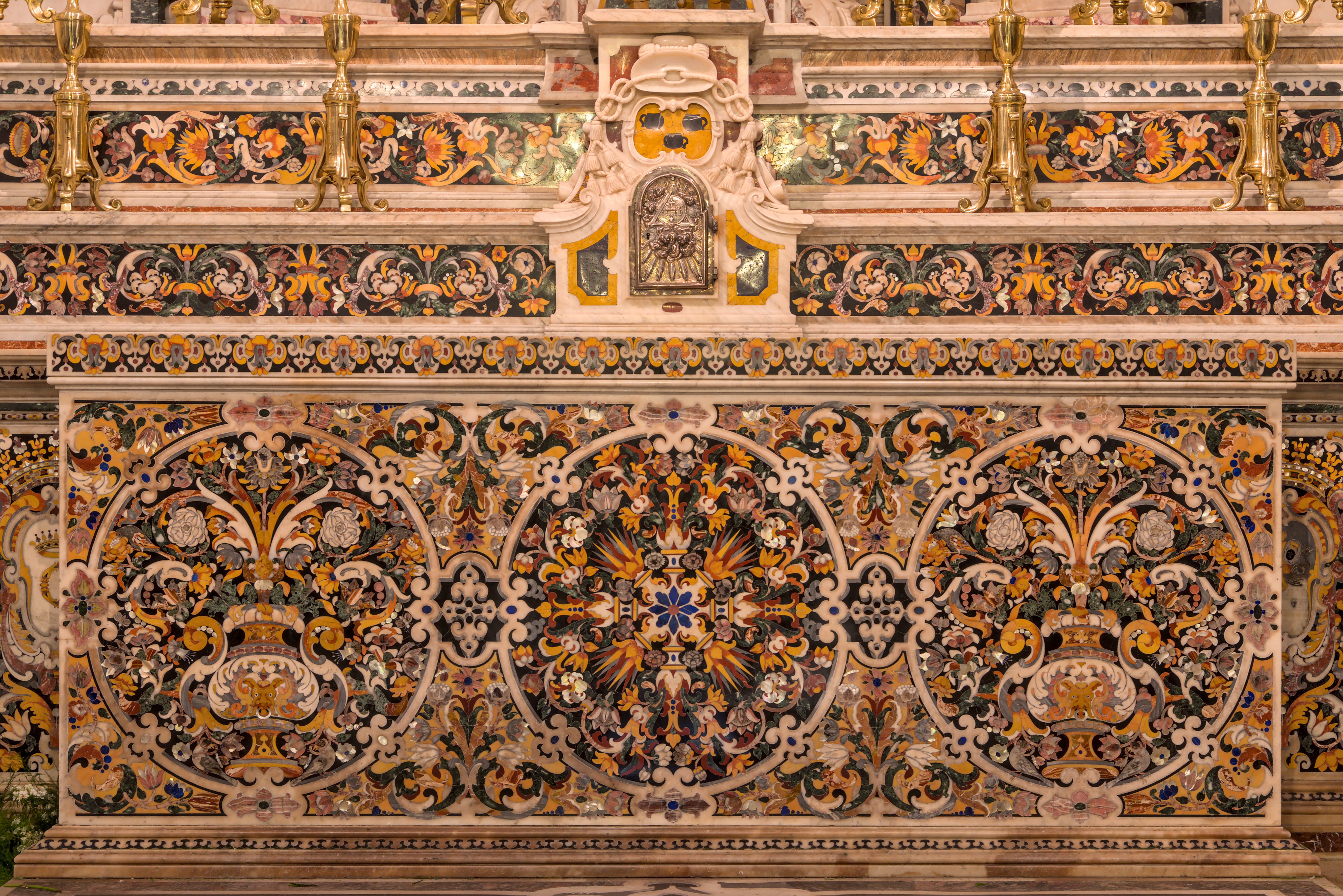
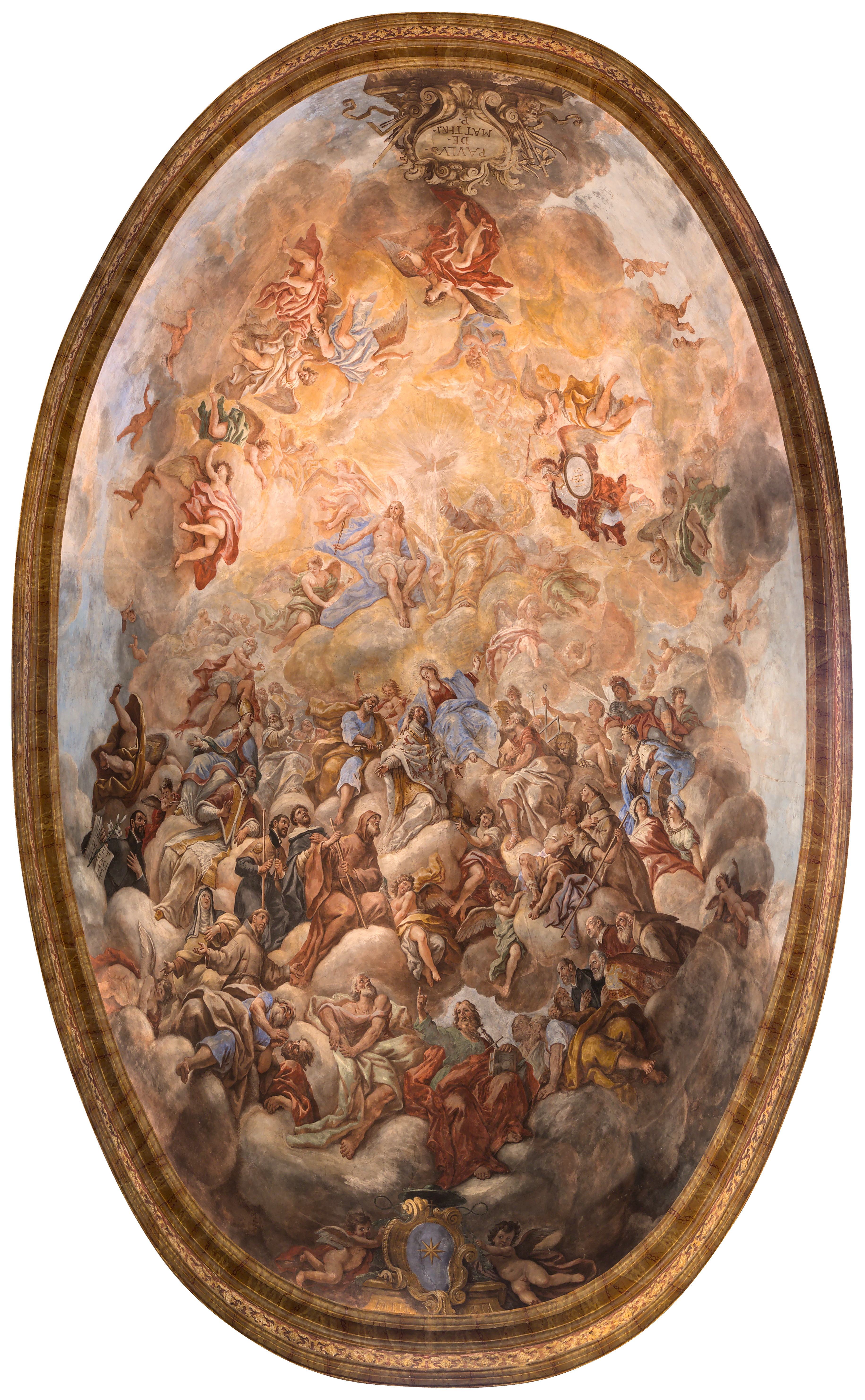

### Cappella del Santissimo Sacramento

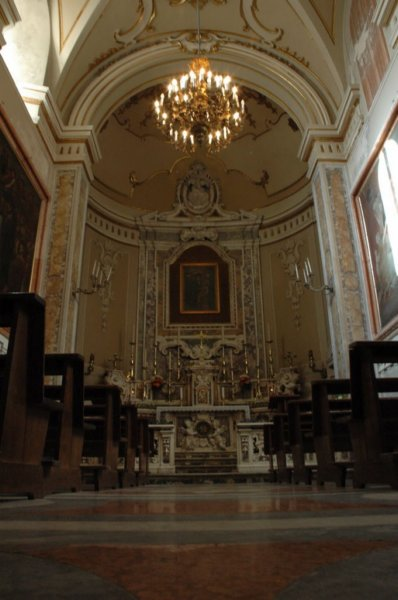
Cappella del Santissimo Sacramento in San Cataldo

La cappella, nel passato sede della arciconfraternita del Santissimo Sacramento, posta sul lato sinistro dell'altare e anticamente dedicata a sant'Agnese, porta chiari i segni del rifacimento barocco, voluto dall'arcivescovo Caracciolo nel 1657.
Il portale è adornato da dipinti racchiusi in cornici di marmo, risalenti al XVIII secolo, raffiguranti angeli e simboli della passione retti da cartigli recanti scritte di gloria.
Sulle pareti sono presenti tre tele dipinte da Giovanni Molinari intorno al 1657 (Moltiplicazione dei pani e dei pesci, Caduta della manna e L'Ultima Cena.

### Arcivescovi sepolti in cattedrale
in cripta
Mons. Francesco Saverio Mastrilli (1759-1777)
Mons. Pietro Alfonso Iorio (1885-1908)
Mons. Giuseppe Cecchini (1909-1916)
Mons. Ferdinando Bernardi (1935-1961)
Mons. Benigno Luigi Papa (1990-2011)
nel cappellone di San Cataldo
Mons. Juan De Castro osb cluniacense (1600-1601)
nel presbiterio
Tommaso Capecelatro (1802) (padre di Mons. Arcivescovo Giuseppe Capecelatro)
nel pronao
Gian Battista Stella
I Principi Orsini di Taranto

## Cripta

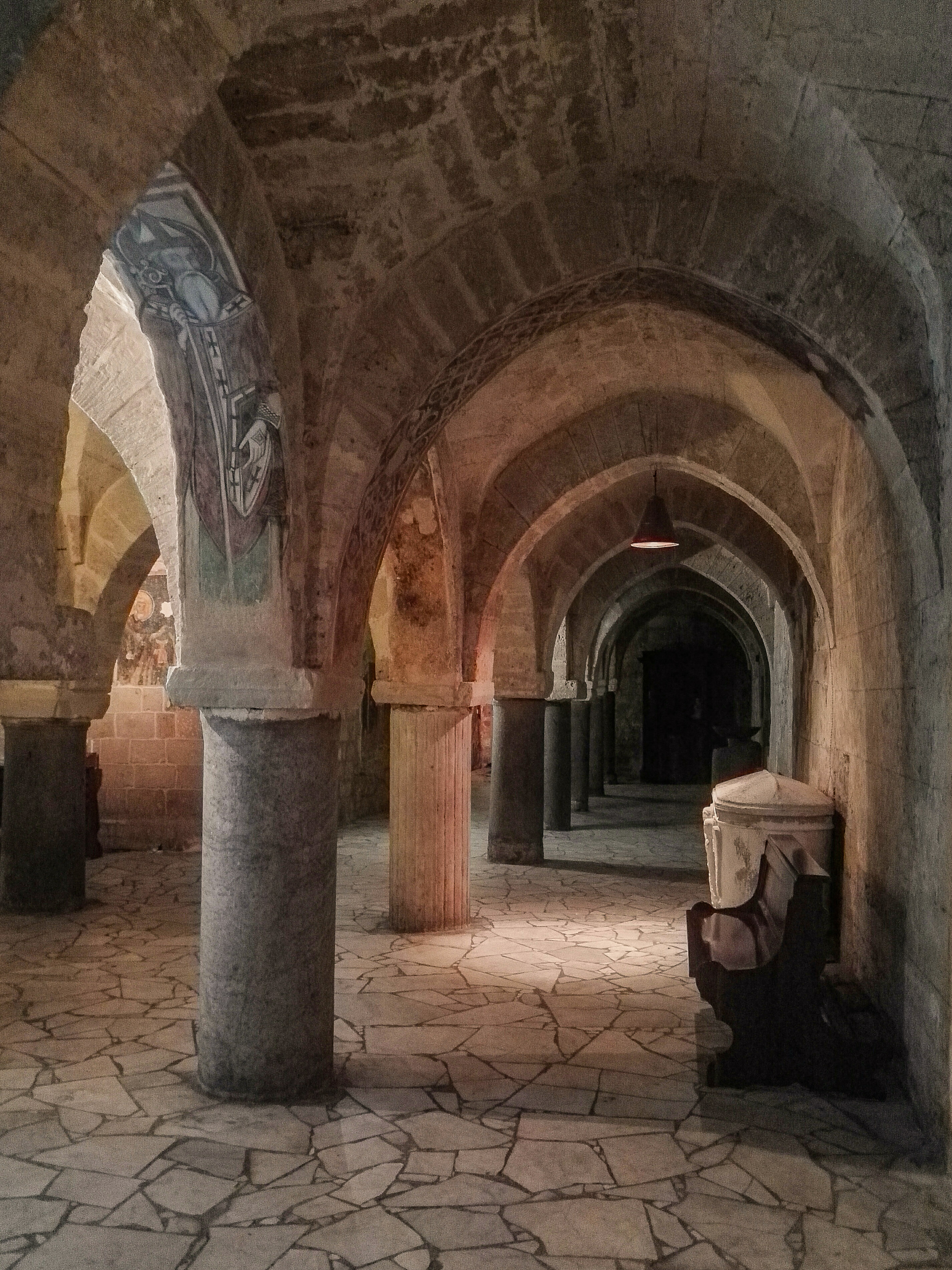
Interno della cripta.

La cripta, risalente con molta probabilità alla fase bizantina, presenta un impianto cruciforme.
È divisa da due navate, con colonne basse sormontate da lastre che fungono da capitelli, sulle quali poggiano le volte a crociera a sesto rialzato di epoca tarda. Intorno si aprono delle finestrelle, oggi ostruite dalle costruzioni esterne.
Sulle pareti si notano dei frammenti di affreschi del Duecento e del Trecento, che un tempo decoravano l'intero ambiente. Particolarmente significativo è il trittico raffigurante san Cataldo, santa Maria Maddalena e santa Maria Egiziaca, dove si può notare la sovrapposizione di immagini risalenti a epoche diverse.
Addossato alla parete orientale è visibile un sarcofago della fine del XIII secolo, sul quale un bassorilievo raffigura un defunto (probabilmente una fanciulla) in ascesa, sorretto da due angeli. Nel vano della cripta vi sono le tombe di alcuni arcivescovi di Taranto.
Il braccio rivolto a est sarebbe scomparso per far posto all'attuale scalinata, che immette nella piccola cappella della Candelora, dove sull'altare si può ammirare un bassorilievo in stucco di scuola fiorentina della seconda metà del Quattrocento, raffigurante la Madonna in trono che regge sulle ginocchia il Bambino.

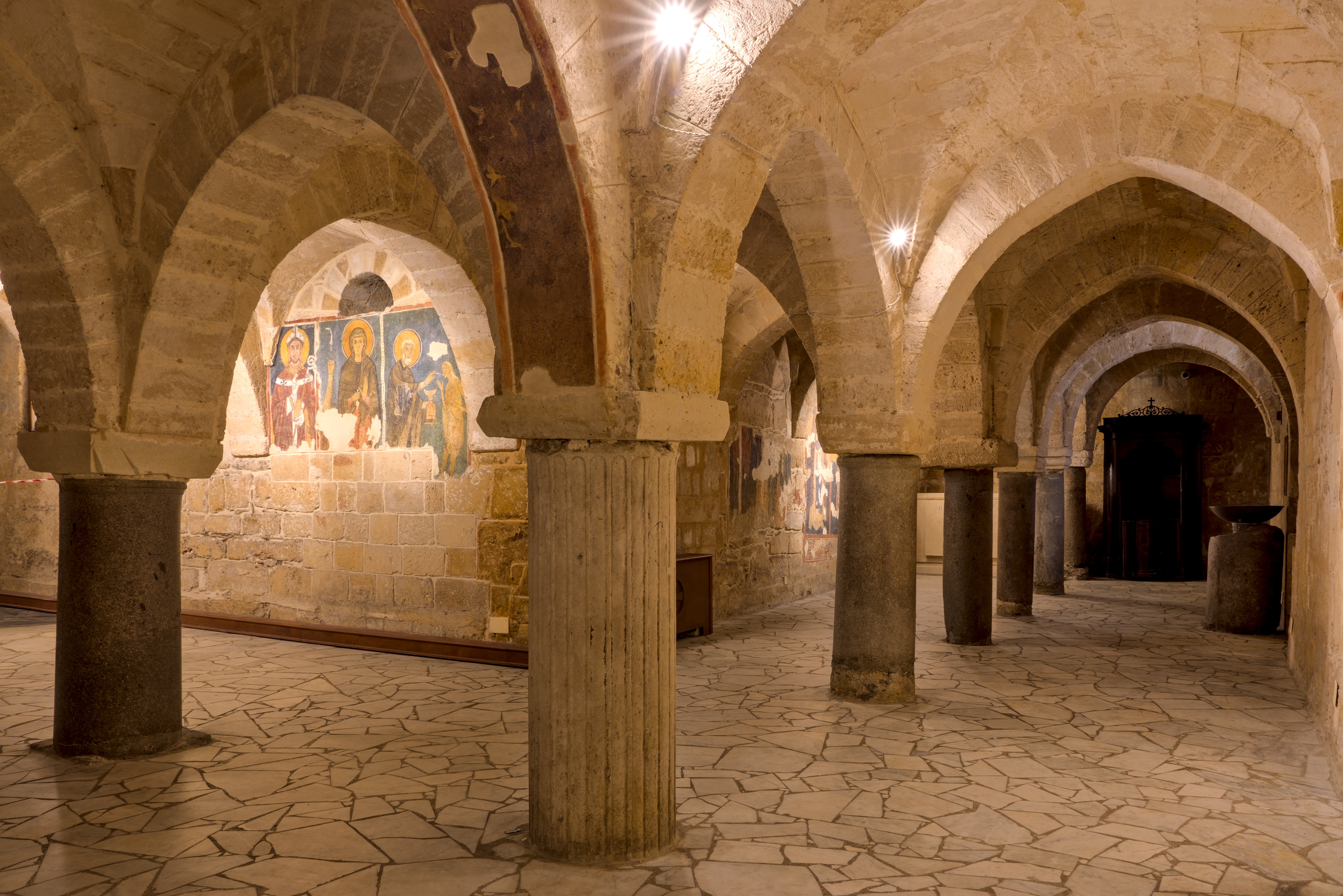
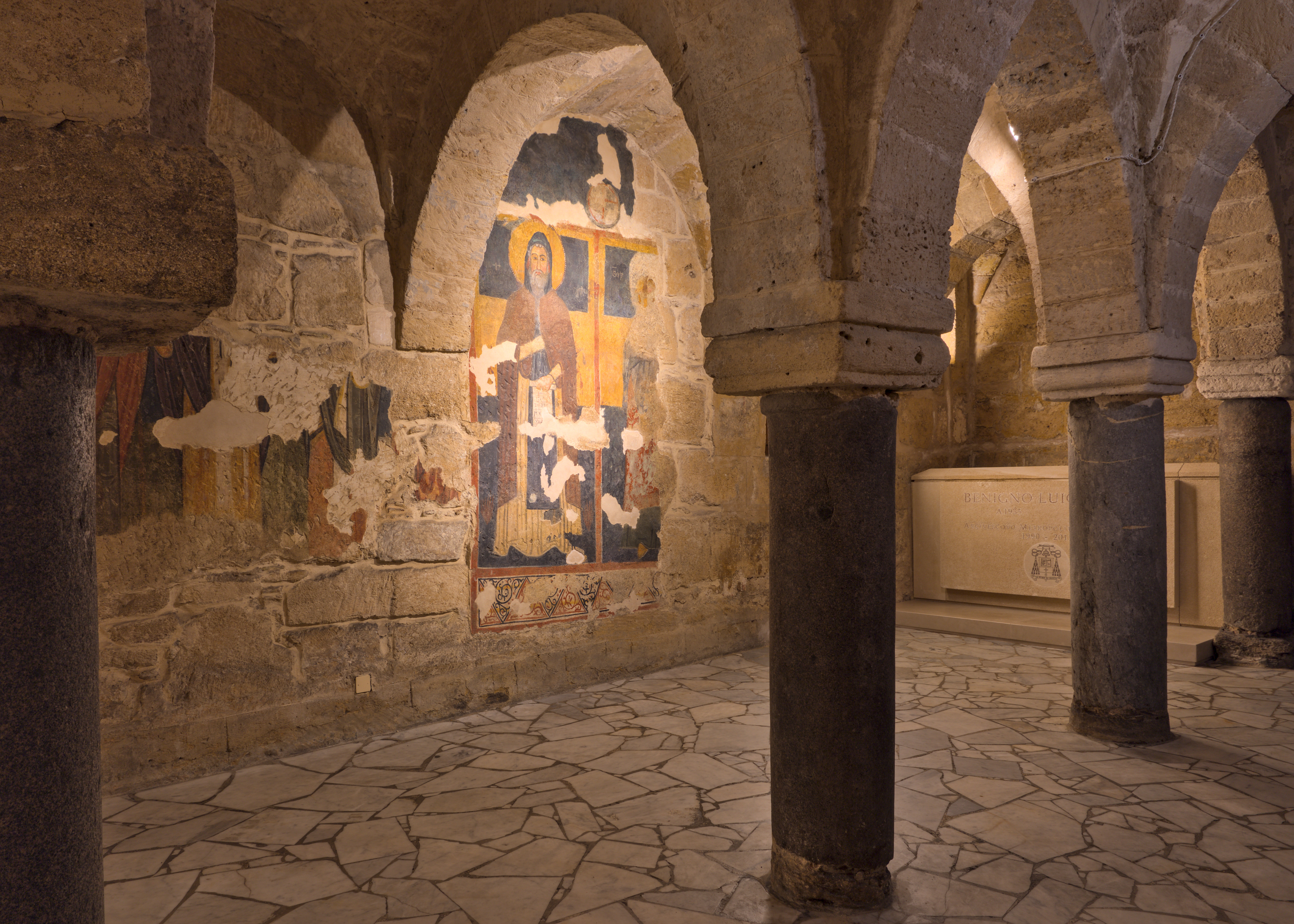
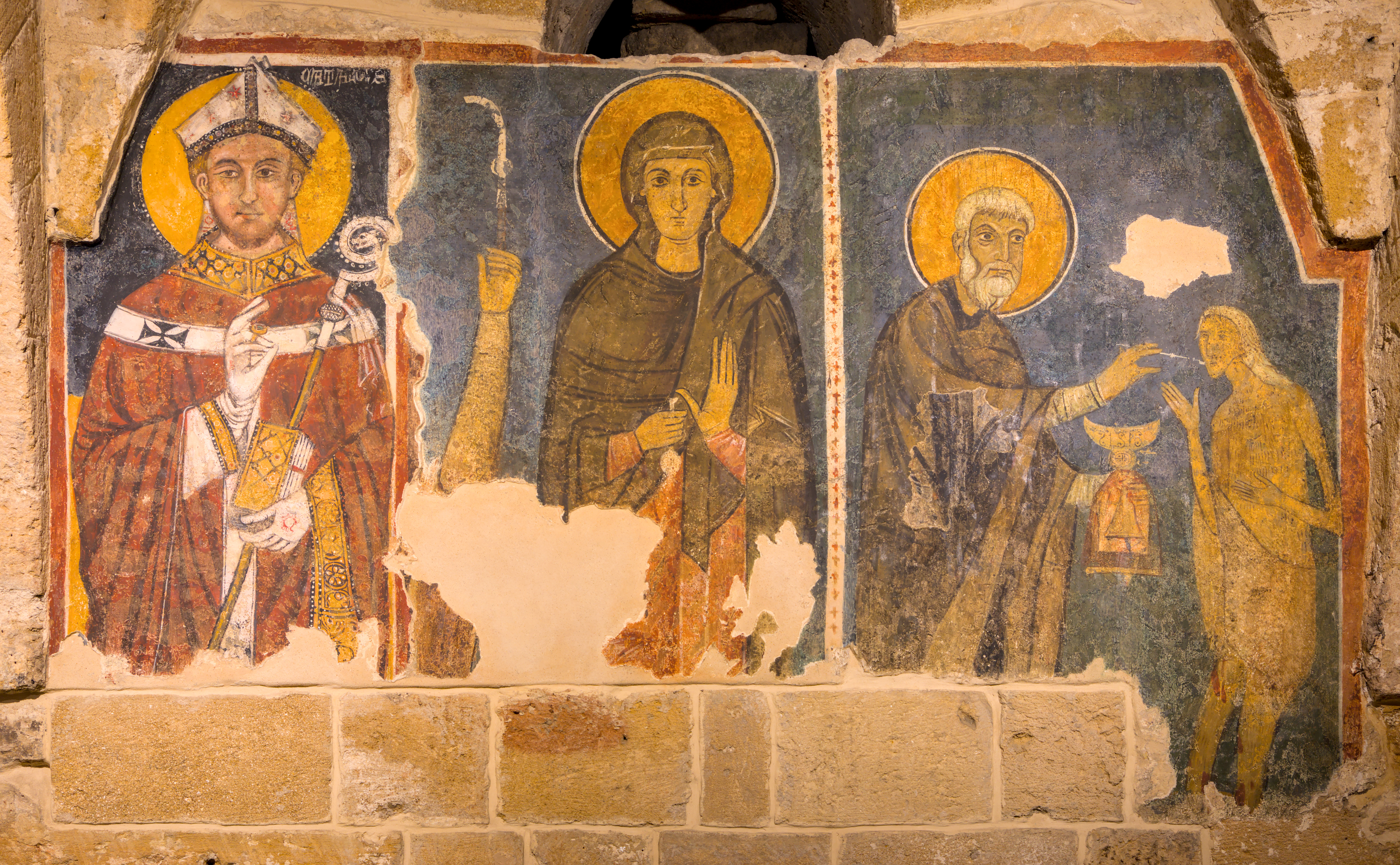